# Вирга

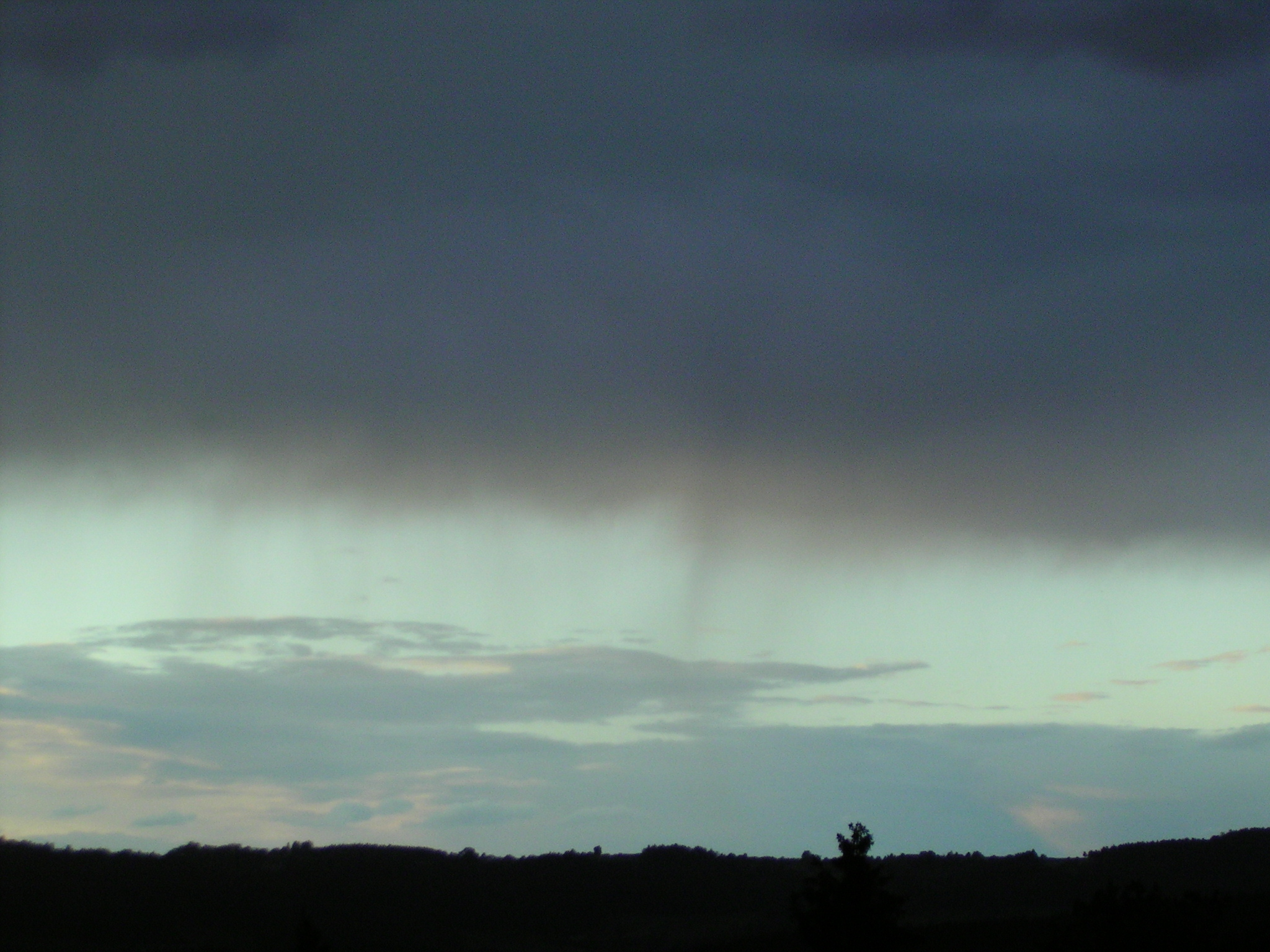
Вирга в слоисто-дождевых облаках

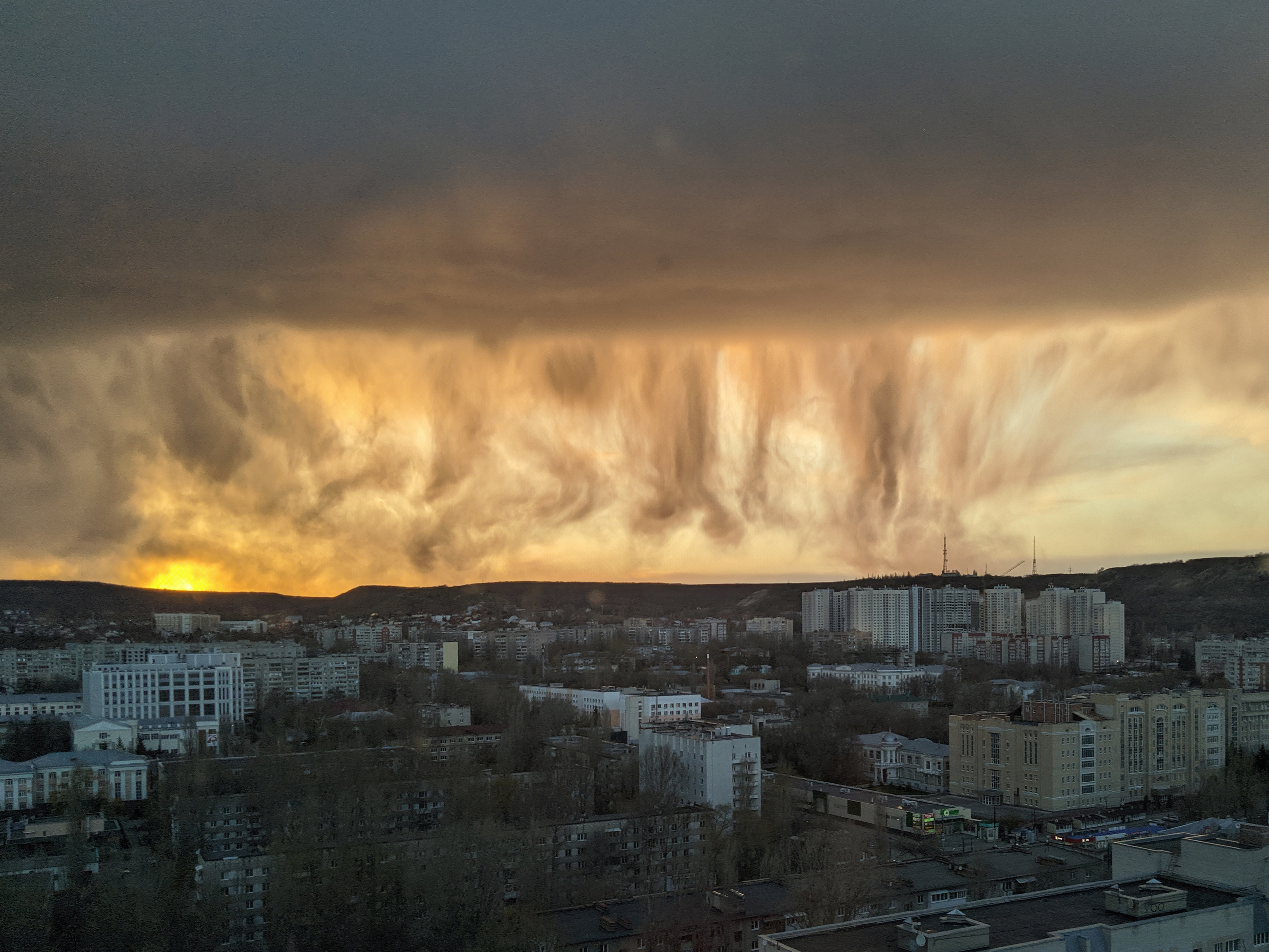
Вирга 23.04.2020г. в Саратове

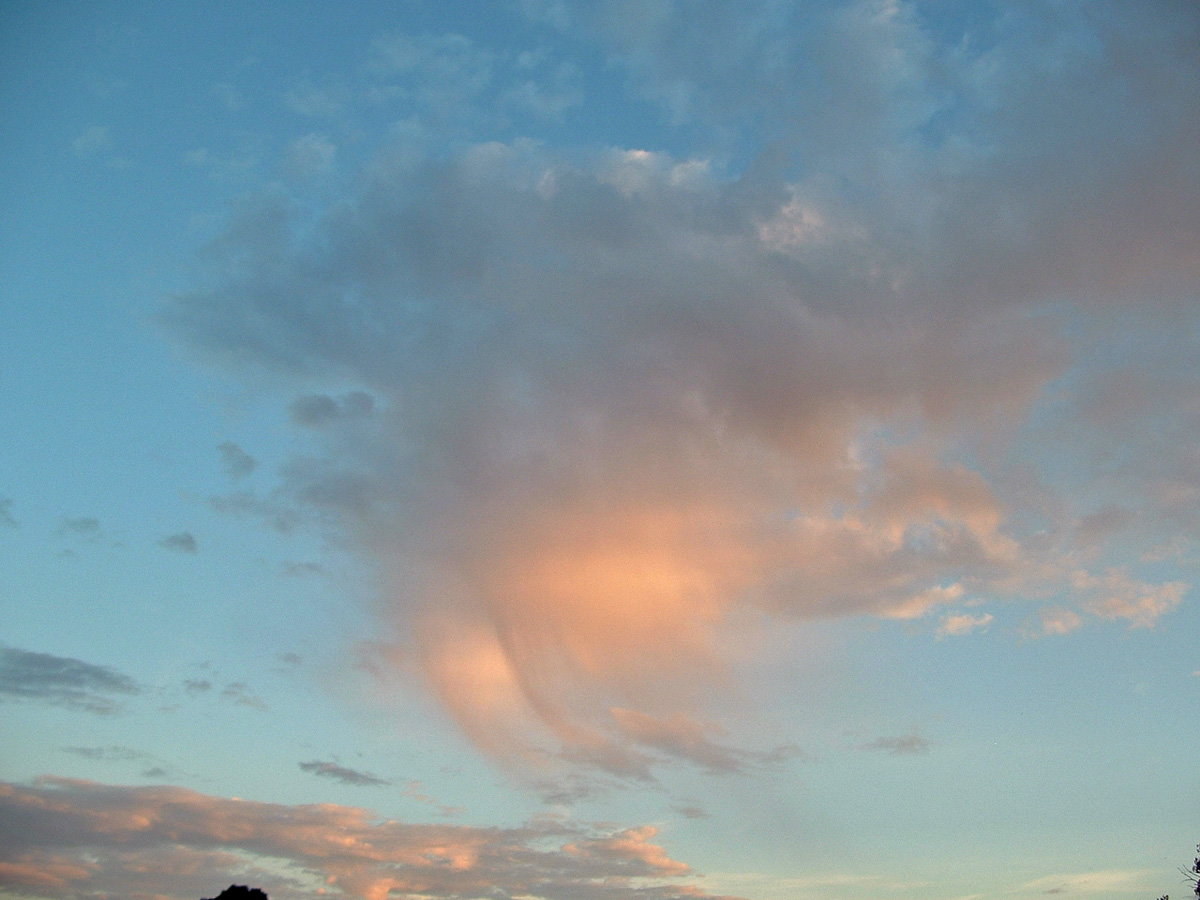
Выпадение вирги из высоко-кучевых облаков

Ви́рга (лат. virga — «прут», «ветка») — дождь, который испаряется, не достигая земли. Наблюдается в виде заметной полосы осадков, выходящей из-под облака.
Испарение обычно происходит из-за нагревания, вызываемого сжатием воздуха, поскольку давление увеличивается ближе к поверхности земли. Это явление очень распространено в пустынях и в умеренных широтах. В Северной Америке обычно наблюдается в западной части Соединённых Штатов и канадских прериях.
Вирга может вызвать различные погодные эффекты. Так как переход дождевых капель из жидкости в состояние пара понижает температуру воздуха из-за высокой теплоты испарения воды, в некоторых случаях образующиеся карманы холодного воздуха могут быстро опускаться, создавая сухой микропорыв, который может быть чрезвычайно опасным для авиации. С другой стороны, когда осадки испаряются на большой высоте, нисходящий воздух может существенно нагреться, достигая поверхности земли. Этот довольно редкий феномен приводит к порывам горячего и очень сухого воздуха.
Вирга может порождать красочные явления в облаках, особенно во время солнечных закатов. Также не менее известным редчайшим феноменом является появление в кучевых облаках отверстий округлой формы (см. Cavum). Вирга в таких случаях разносится моментально по значительной части облака, так как вода даже при температурах ниже −40 °C из-за отсутствия ядер замерзания остаётся в переохлаждённом жидком состоянии. Дыры образуются на высоте 5—6 км и могут достигать до нескольких сотен метров в диаметре.

## Вирга на других планетах
Серный кислотный дождь в атмосфере Венеры испаряется прежде, чем успевает достигнуть поверхности из-за высокой температуры около неё. В сентябре 2008 года высадившийся на Марс космический аппарат NASA «Феникс» обнаружил разнообразные снежные вирги, падающие из марсианских облаков.